# Vebron
Vebron är en kommun i departementet Lozère i regionen Occitanien i södra Frankrike. Kommunen ligger i kantonen Florac som tillhör arrondissementet Florac. År 2022 hade Vebron 225 invånare.

## Befolkningsutveckling
Antalet invånare i kommunen Vebron
| Referens: INSEE |